# Kościół Matki Bożej Różańcowej w Lędzinach
Kościół Matki Bożej Różańcowej – rzymskokatolicki kościół parafialny zlokalizowany w Lędzinach. Funkcjonuje przy nim parafia Matki Bożej Różańcowej. 

## Historia
Inicjatywę budowy tymczasowej kaplicy podjął proboszcz Henryk Głuch. W listopadzie 1993 miasto przekazało teren pod budowę kościoła, a prace rozpoczęto we wrześniu 1994. Poświęcenie tymczasowej kaplicy odbyło się 18 grudnia 1994 (prałat Wiktor Skworc). 1 grudnia 1996 przy kaplicy erygowano parafię. W 1997 administratorem parafii został ks. Romuald Adamski z Chwałowic. Projektantami obiektu byli Antoni Czernow i Joachim Krupa. 24 grudnia 1997 burmistrz Lędzin wydał zgodę na rozpoczęcie budowy, a prace rozpoczęto 16 lutego 1998. Kierownikiem budowy był Paweł Przewoźnik. Kamień węgielny został poświęcony przez papieża Jana Pawła II na Błoniach w Krakowie 8 czerwca 1997, a 7 października 2001 wmurował go ksiądz prałat Mirosław Piesiur. Pierwsza msza została odprawiona 19 czerwca 2003. W dniach 7–8 października 2003 obiekt wizytował biskup Gerard Bernacki. 14 maja 2004 sprowadzono relikwie św. Faustyny Kowalskiej (wmurowane do ołtarza). Poświęcenie świątyni miało miejsce 26 lipca 2004 (arcybiskup Damian Zimoń).